# Catharinakerk (Jislum)
De Catharinakerk van Jislum is een kerkgebouw in de gemeente Noardeast-Fryslân in de Nederlandse provincie Friesland. De kerk is een rijksmonument.

## Beschrijving
De zaalkerk uit 1886 met neoclassicistische elementen werd gebouwd ter vervanging van een kerk die gewijd was aan Catharina van Alexandrië. In de kerktoren van drie geledingen hangt een luidklok (1445) van Johannes van Wou en een klok (1637) van klokkengieter Jacob Noteman. Het orgel uit 1925 is gemaakt door Bakker & Timmenga.